# Syndrome à phénotype comportemental
Le syndrome à phénotype comportemental est un terme utilisé dans le cadre des maladies génétiques pour désigner des comportements particuliers des enfants dont certains sont caractéristiques et permettent le diagnostic de la maladie:
| Pathologie                    | Numéro MIM | Chromosome | Gène | Comportement particulier                                                   |
| ----------------------------- | ---------- | ---------- | ---- | -------------------------------------------------------------------------- |
| Syndrome de Williams          | 194050     | 7q11.23    |      | Grande angoisse Hypersensibilité affective Hypersensibilité au bruit       |
| Syndrome de Dubowitz          | 223370     | ?          | ?    |                                                                            |
| Syndrome de Smith-Magenis     | 182290     | 17p11.2    | RAI1 | Auto-étreinte Insertion d'objet dans les orifices naturels Auto mutilation |
| Microdélétion 22q11           | 188400     | 22q11      | TBX1 |                                                                            |
| Syndrome de Prader-Willi      | 176270     | 15         |      |                                                                            |
| Syndrome d'Angelman           |            | 15         |      |                                                                            |
| Syndrome de Smith-Lemli-Opitz |            |            |      | Auto mutilation                                                            |